# Holttumochloa
Holttumochloa là một chi thực vật có hoa trong họ Hòa thảo (Poaceae).

## Loài
Chi Holttumochloa gồm các loài: